# Oton Bronkhorstski-Borkulski
Oton Bronkhorstski in Borkulski  (1392 – 23. februar 1458) je bil gospod Bronkhorstski (1429–1458) in Borkulski (1417–1458). Bil je sin Gijsberta VI. Bronckhorstskega in Borkulskega in Hedvike Tecklenburške, hčere Otona VI. Tecklenburškega in Adelheid van der Lippe.

## Življenje
Pogodbo iz leta 1418 je podpisal kot drugi namestnik grofije Zutphen in leta 1420 prejel v fevd Borkulo. Leta 1423 je bil svetnik Arnolda V., vojvode Gelderskega. Leta 1431 je bil izvoljen za arbitra proti Viljemu, gospodu Burenskemu, vnuku Alarda IV ., ki se je sprl z Arnoldom Gelderskim. Nasprotoval je prihodu v Nijmegen leta 1435, vendar je sklenjeno pogodbo zapečatil. Leta 1448 je sklenil zavezništvo s številnimi plemiči in štirimi majhnimi mesti ob Veluweju . Med potovanjem vojvode Gelderskega v Rim ga je zastopal kot vladni uradnik. Skupaj z Joachimom, gospodom Wischa, je bil zaveznik kot sovražnik mesta Vreden  .

## Poroke in otroci
Oton se je leta 1418 poročil (1)  z Nežo Solmsko (- 29. decembra 1439). Bila je hči Henrika II. Solms-Ottensteinskega (- 1425 ) , ki je bil do leta 1408 gospod Ottensteinski. Neža in Oton sta imela naslednje otroke:
- Gijsberta Bronckhorstska. Poročila se je z Evervijnom Bentheimskim, grofom Bentheimskim
- Heilvig Bronckhorstska. Poročila se je 3. julija 1458 z Otonom IV. Diepholtomskim, grofom Diepholza (1424-), sinom Konrada IX. Diepholtskega in Irmgard iz Hoya.
- Neža Bronckhorstska, opatinja eltenske opatije

Leto dni po Nežini smrti se je poročil (2) (pogodba 13. novembra 1440) z Elizabeto Nassau-Beilsteinsko. Bila je hči Janeza I. Nassau-Beilsteinskega in Matilde Isenburške-Grenzaujske. Oton je imel iz drugega zakona z Elizabeto naslednje otroke:
- Gijsbreht VII. Bronckhorstski-Borkulski. Leta 1458 je postal gospod Bronkhorsta in Borkula.
- Friderik Bronckhorstski. Leta 1489 je postal gospod Bronkhorsta in Borkula.
- Kunegunda Bronkhorstska. Poročila se je s Henrikom Homoetom, gospodom Wischa (1435-). Bil je sin Jana Homoetskega, gospoda Homoetskega in Wischskega (1410-) in Arnolde Culemborške (1415-1481), ki je bila hči Jana III. Culemborškega in Barbare Gemenske.

Od maja 1458 naprej je Arnt Bentheimski deloval kot skrbnik svojih potomcev.

## Pečat in grb
Pečati z: dvema grboma, na desnem obrnjenim plezajočim levom in na levi s tremi kroglami, obrnjeno trikotno čelado z dvema krempljema s kroglo.